# Air China
Air China Ltd (SEHK: 0753, SSE: 601111, LSE: AIRC) (кит. упр. 中国国际航空公司, пиньинь: Zhōngguó Guójì Hángkōng Gōngsī, полное англ. «Chinese International Aviation Company», аббревиатура 国航) — государственная авиакомпания Китая со штаб-квартирой в Пекине. Второй после China Southern Airlines китайский авиаперевозчик по размеру воздушного флота. Член глобального авиационного альянса пассажирских перевозок Star Alliance с декабря 2007 года.
Является флагманским авиаперевозчиком и единственной авиакомпанией, несущей флаг Китая на своих самолётах. На логотипе изображён феникс в форме акронима VIP и название «Air China» на английском и на китайском языках, при этом подпись китайскими иероглифами была сделана Дэн Сяопином.
Главными транзитными узлами (хабами) Air China являются международный аэропорт Пекин Шоуду, международный аэропорт Чэнду Шуанлю и международный аэропорт Шанхай Пудун.
В 2007 году Air China занимала 461-е место в списке пятисот лучших мировых брендов.
В 2013 году авиакомпания перевезла 51 миллион пассажиров, коэффициент загрузки кресел при этом составил 81 %.

## История

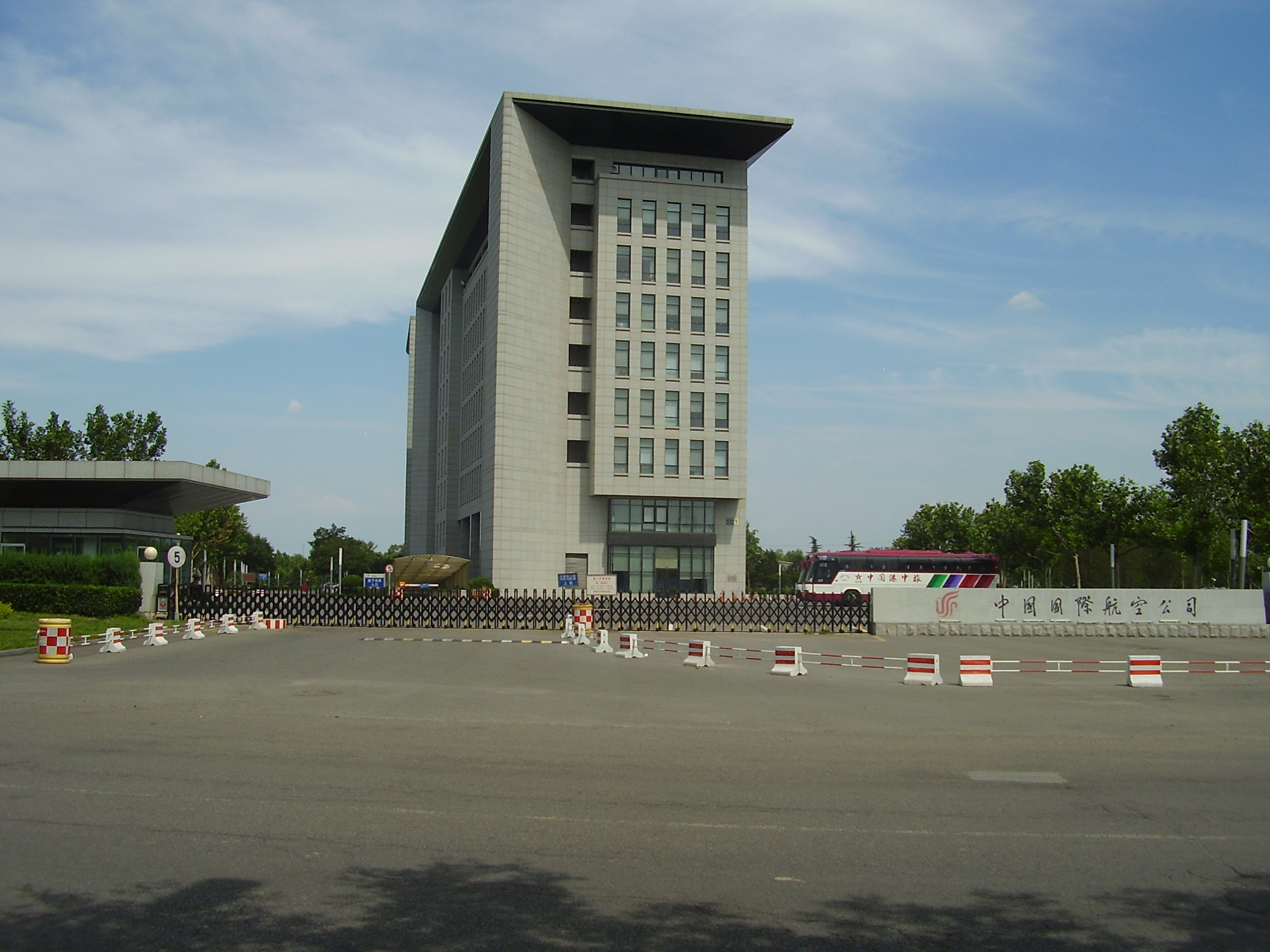
Штаб-квартира Air China

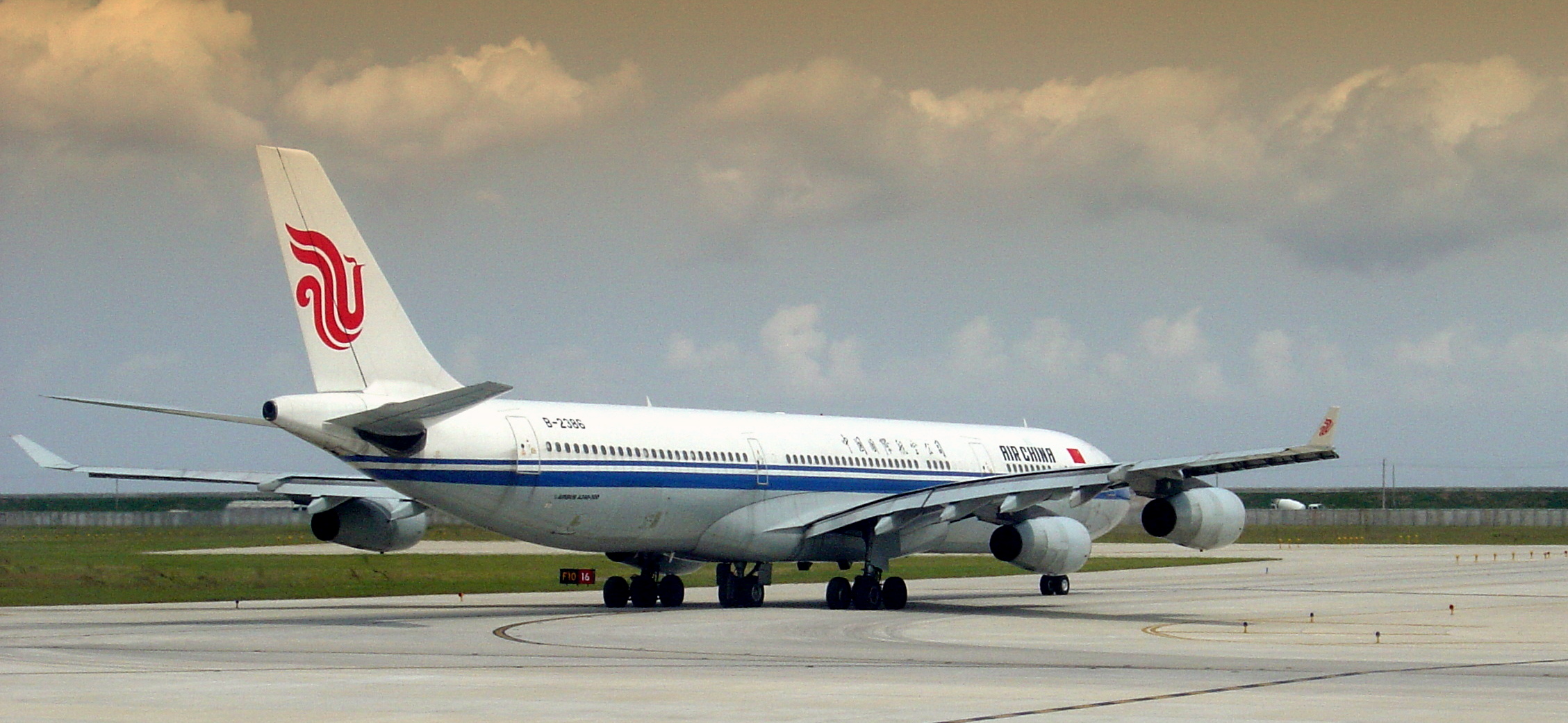
A340 Air China, прибывший из Международного аэропорта Шанхай Пудун

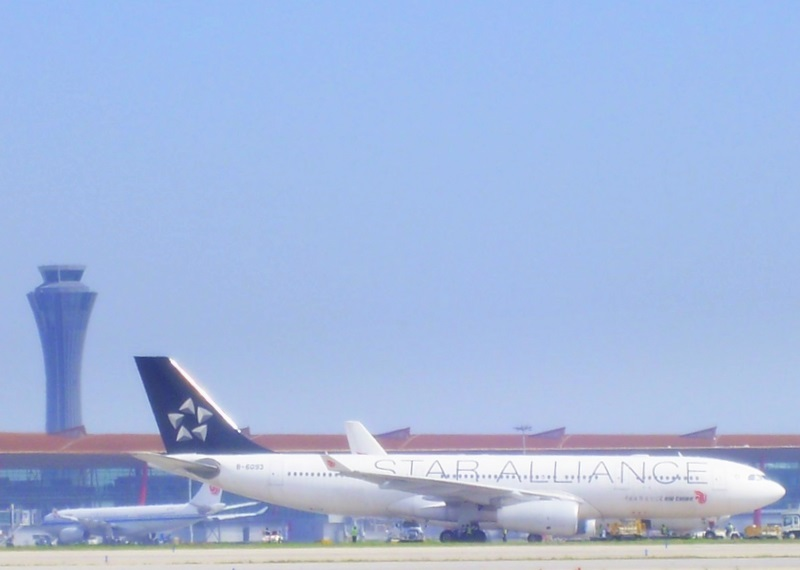
A330 Air China в ливрее Star Alliance в Международном аэропорту Пекин Столичный

### Начало
Air China была учреждена 1 июля 1988. Её создание стало результатом решения правительства разделить подразделения Министерства гражданской авиации Китая (CAAC) на самостоятельные авиакомпании. CAAC было реорганизовано в конце 1987, в результате чего было создано шесть авиакомпаний, а именно Air China, China Eastern, China Southern, China Northern, China Southwest и China Northwest. Air China, базирующаяся в Пекине, стала главным международным и трансконтинентальным перевозчиком, и получила от CAAC парк дальнемагистральных самолётов (Boeing 747, 767 и 707, а также среднемагистральные 737) и маршруты с 1 июля 1988.

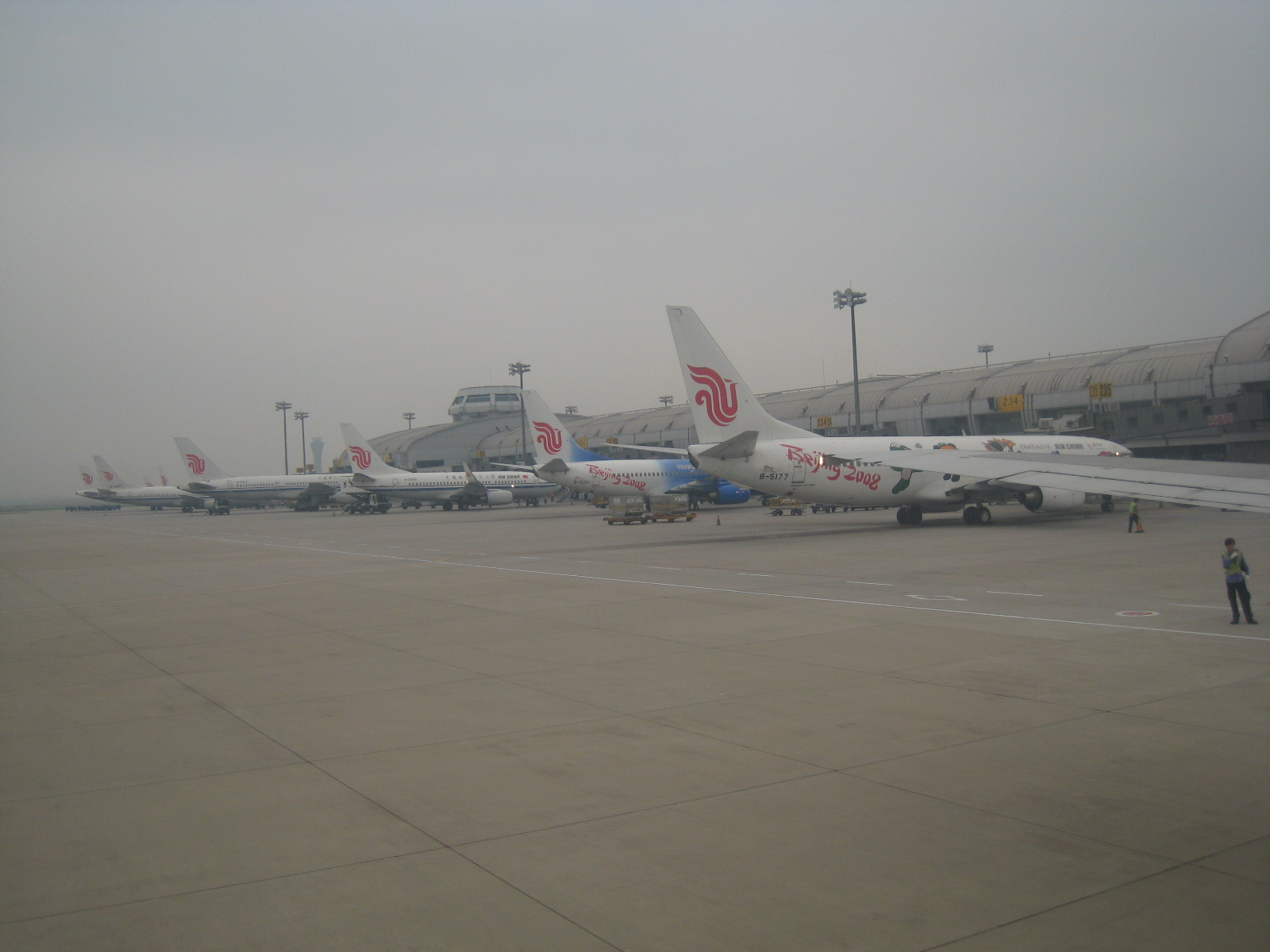
Терминал Air China (Пекинский хаб) в Международном аэропорту Пекин Столичный, окутанный смогом

После начала работы в 1988 штат Air China составлял 6000 сотрудников, авиакомпания обслуживала 31 международный и 30 местных назначений. Air China была крупнейшей авиакомпанией Китая и его флагманским перевозчиком. В 1989 Air China получила чистую прибыль 106 млн долл., поступления составили 383 млн долл. В том же году Air China создала совместное предприятие с Lufthansa, в котором получила 40 % капитала (220 млн долл.), для создания Пекинского центра техобслуживания самолётов (Ameco Beijing). Он специализировался на проведении техобслуживания самолётов Boeing, принадлежавших Air China. Капитал был увеличен на 218 млн долл. (1.2 млрд юаней) в 1992. Штат Ameco Beijing увеличился до 4,000 человек, только менее 50 из них были сотрудниками Lufthansa. Air Transport World сообщал, что форма совместного предприятия была выбрана в связи с нехваткой в стране твёрдой валюты. Также Beijing Air Catering на 40 % принадлежит крупной компании, специализирующейся на кейтеринге из Гонконга.

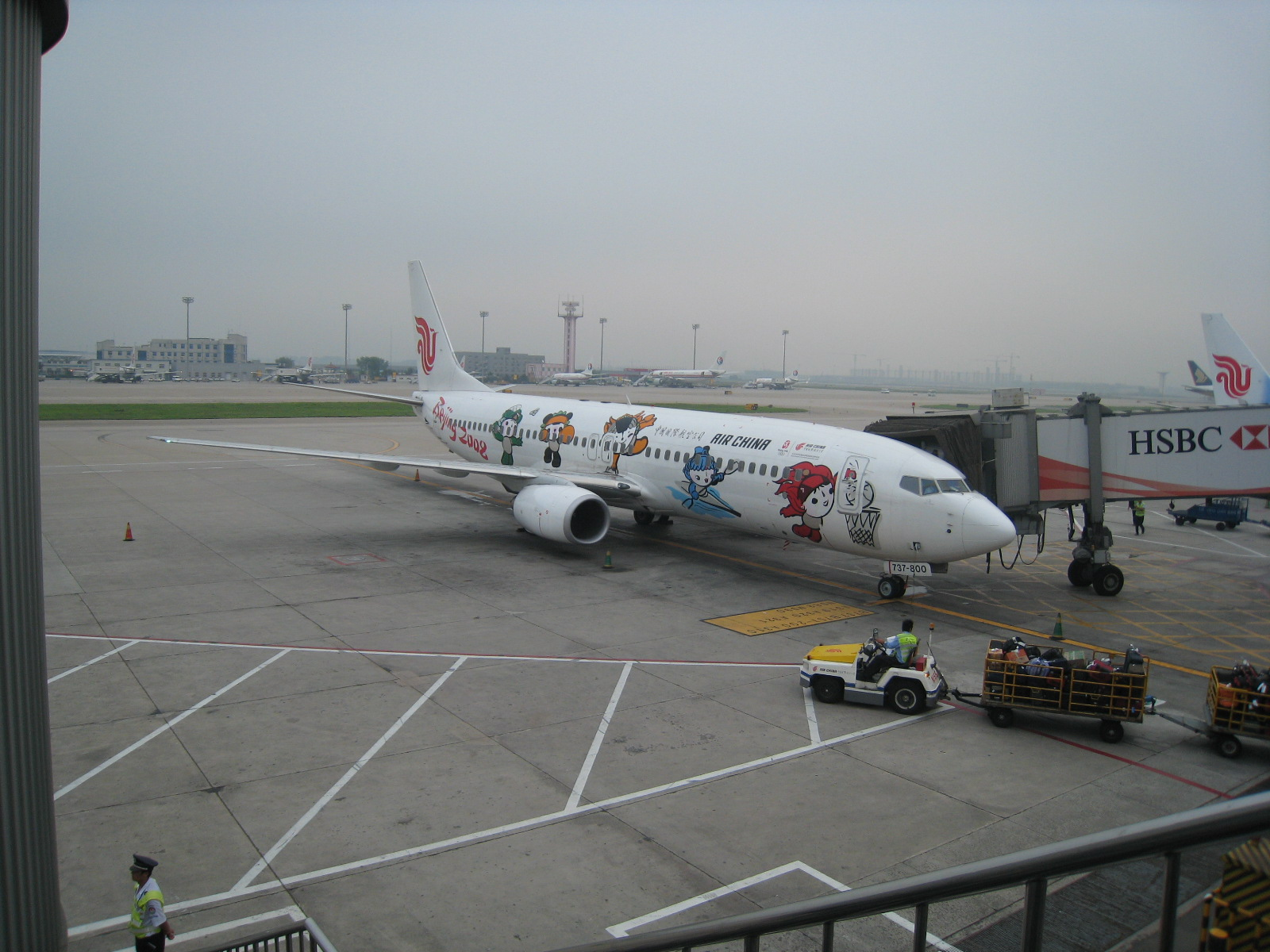
Boeing 737-800 Air China в олимпийской ливрее в Международном аэропорту Пекин Столичный

### Отмена госрегулирования
В дальнейшем отказ от госрегулирования авиации состоялся в 1994 году, что позволило привлечь иностранные инвестиции в аэропорты и упростить импорт авиатехники в материковый Китай. К 1996 году в стране функционировало 108 аэропортов, из которых осуществлялись регулярные авиарейсы и около 30 авиакомпаний. В 1997 году Air China объявила о товарообороте в 1,38 млрд долл (11,5 млрд юаней). Флот увеличился до 65 самолётов, а количество маршрутов возросло до 144. К октябрю 1997 года Air China подготовила публичное размещение акций. China Eastern Airlines и China Southern Airlines прошли листинг на биржах Гонконга и Нью-Йорка годом ранее. Air China отказалась от этих планов в связи со спадом в бизнесе, вызванным азиатским финансовым кризисом 1997 года. В 1998 году Air China перевезла около 16 млн пассажиров.
В начале 2000 года Air China объединилась с China National Aviation Co. Group (CNAC), коммерческим подразделением CAAC, котирующимся на Гонконгской фондовой бирже, которое стало гонконгским подразделением Air China (95 % принадлежало Air China). Начались прямые рейсы в Лондон из Гонконга. Air China столкнулась с конкуренцией с Air France, которая с 1997 года осуществляла рейсы в Пекин, и увеличила частоту до 4 в день. British Airways также планировала увеличить частоту (в то время она осуществляла 18 рейсов в Китай в неделю).

### Консолидация
В середине 2000 года CAAC повторил более ранние предложения о консолидации десяти авиакомпаний в три (Air China, China Southern и China Eastern поглотили более мелкие авиакомпании.). Тем не менее, CAAC блокировал предложенное в сентябре 2000 слияние Air China и China Southern как антиконкурентное.
В январе 2001 года CAAC объявили о согласии с планами слияния. Air China поглотила China Southwest Airlines и China International Airlines, четвёртую по размеру авиакомпанию страны. В итоге образовалась группа с общими активами 56 млрд юаней (52,5 млрд гонконгских долл.), флот которой насчитывал 118 самолётов. 28 октября 2002 года Air China объединилась с China National Aviation Corporation и China Southwest Airlines.
В течение 2004 года Air China поглотила Zhejiang Airlines (подразделение CNAC). 15 декабря того же года компания вышла на биржи Гонконга и Лондона. Air China имеет долю в Air China Cargo (51 %), Air Macau (51 %), а также является держателем контрольного пакета Shandong Airlines.

### Дальнейшее развитие

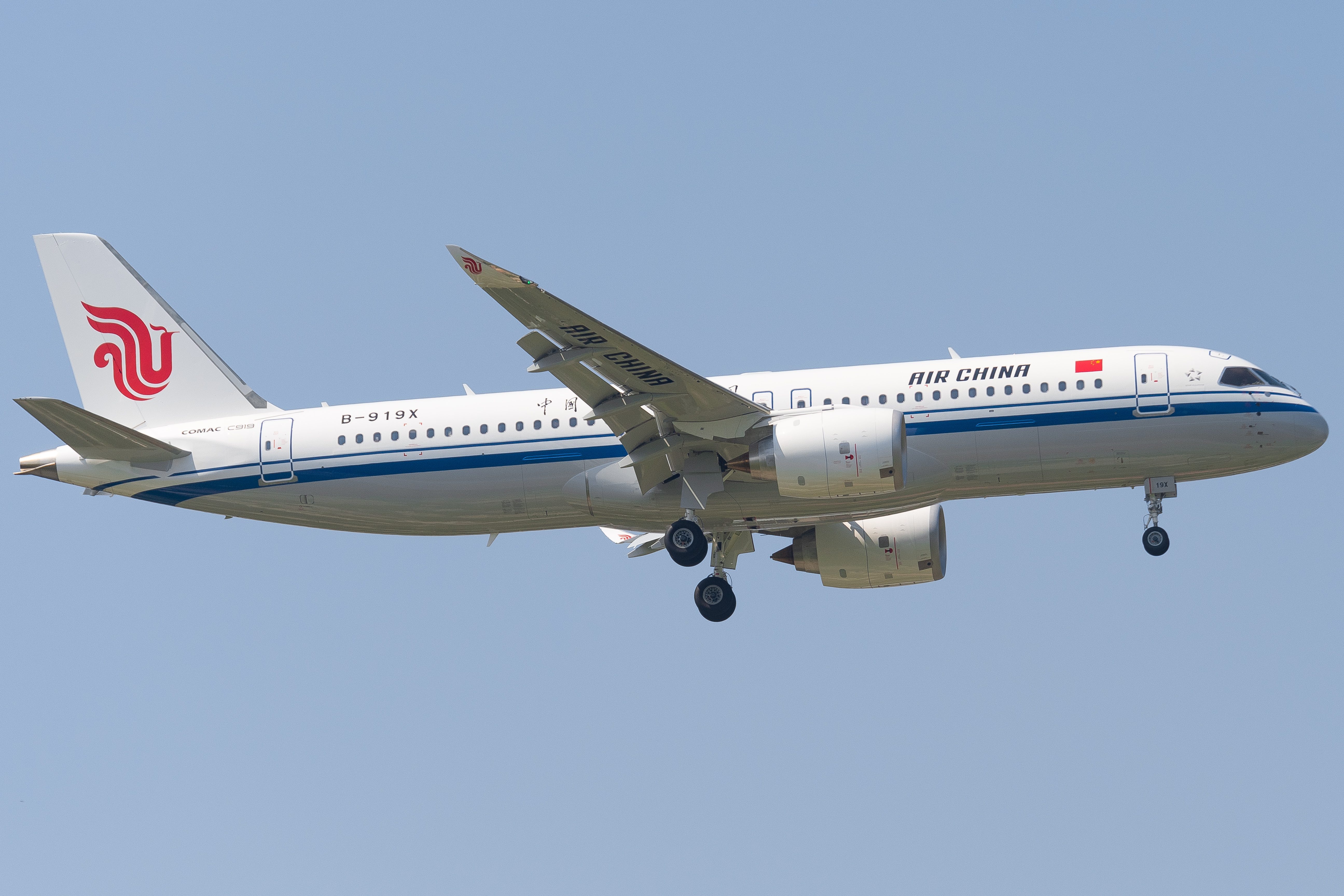
Первый полёт компании китайского C919. 29 августа 2024

В 2006 году авиакомпания подписала соглашение о вступлении в глобальный авиационный альянс пассажирских перевозок Star Alliance. После завершения ряда процедур Air China вместе со своим дочерним предприятием Shanghai Airlines 12 декабря 2007 года стали членами альянса.
В июле 2009 года Air China выкупила за 19,3 миллиона долларов США часть акций своей проблемной дочерней авиакомпании Air Macau, увеличив тем самым свою долю в собственности перевозчика с 51 % до 80,9 %. Месяц спустя флагман потратил 6,3 миллиарда гонконгских долларов (813 млн долларов США) на приобретение 12,5 % акций крупной авиакомпании Cathay Pacific, доведя число свой акций в гонконгской авиакомпании с 17,5 % до 30 %.
В апреле 2010 года Air China завершила сделку по приобретению акций Shenzhen Airlines, получив в итоге контрольный пакет крупного авиаперевозчика, что позволило флагману усилить своё присутствие в Пекине, Чэнду и Шанхае, а также существенно сбалансировать собственную маршрутную сеть внутри Китая.
2 декабря 2010 года авиакомпания получила высшую награду «Plaque for Tourist Merit» от испанской туристической индустрии, став первым иностранным авиаперевозчиком, удостоившемся этой премии.
23 декабря 2010 года Air China стала первой китайской авиакомпанией, запустившей сервис продажи так называемых комбинированных билетов, в рамках которого пассажирам с внутренних рейсов предлагались услуги по их перевозке наземными автобусами в близлежащие города и обратно. Первым комбинированным маршрутом стал маршрут из Тяньцзиня в пекинский аэропорт автобусом с дальнейшим вылетом рейсом Air China в любой из аэропортов Китая в маршрутной сети перевозчика.
С 15 ноября 2011 года на рейсах Air China начали предлагать услугу беспроводного доступа в интернет Wi-Fi, компания тем самым стала первой среди китайских авиаперевозчиков, запустив этот сервис.

## Операционная деятельность
Операционную деятельность Air China ведёт в четырёх сегментах:
- Авиакомпания — авиаперевозки пассажиров и груза;
- Инженерная служба — модернизация самолётов, их ремонт и техобслуживание;
- Терминал — наземные службы, в том числе регистрация, посадка на борт, услуги ВИП-зала, гостиничные услуги, обработка багажа, услуги разгрузки и погрузки, уборка салонов, услуги транзита;
- Прочие услуги — организация питания и другие связанные с работой авиакомпанией сервисы и службы.

## Подразделения
- Air China Cargo — компания авиационной логистики
- Air China Business Jet — авиакомпания деловой авиации

## Корпоративное управление
Компания Air China Limited была зарегистрирована в 2003 году и уже 15 декабря 2004 года вышла с размещением акций на Лондонскую биржу. Первоначально управляющая компания имела название «Air China International», затем после вливания авиакомпании China Southwest Airlines в Air China, корпорация сменила название на China National Aviation Company (CNAC), став по сути новым авиационным холдингом . По состоянию на июнь месяц 2015 года CNAC занимает первое место среди всех китайских компаний по объёму долгосрочных финансовых заимствований.

## Маршрутная сеть

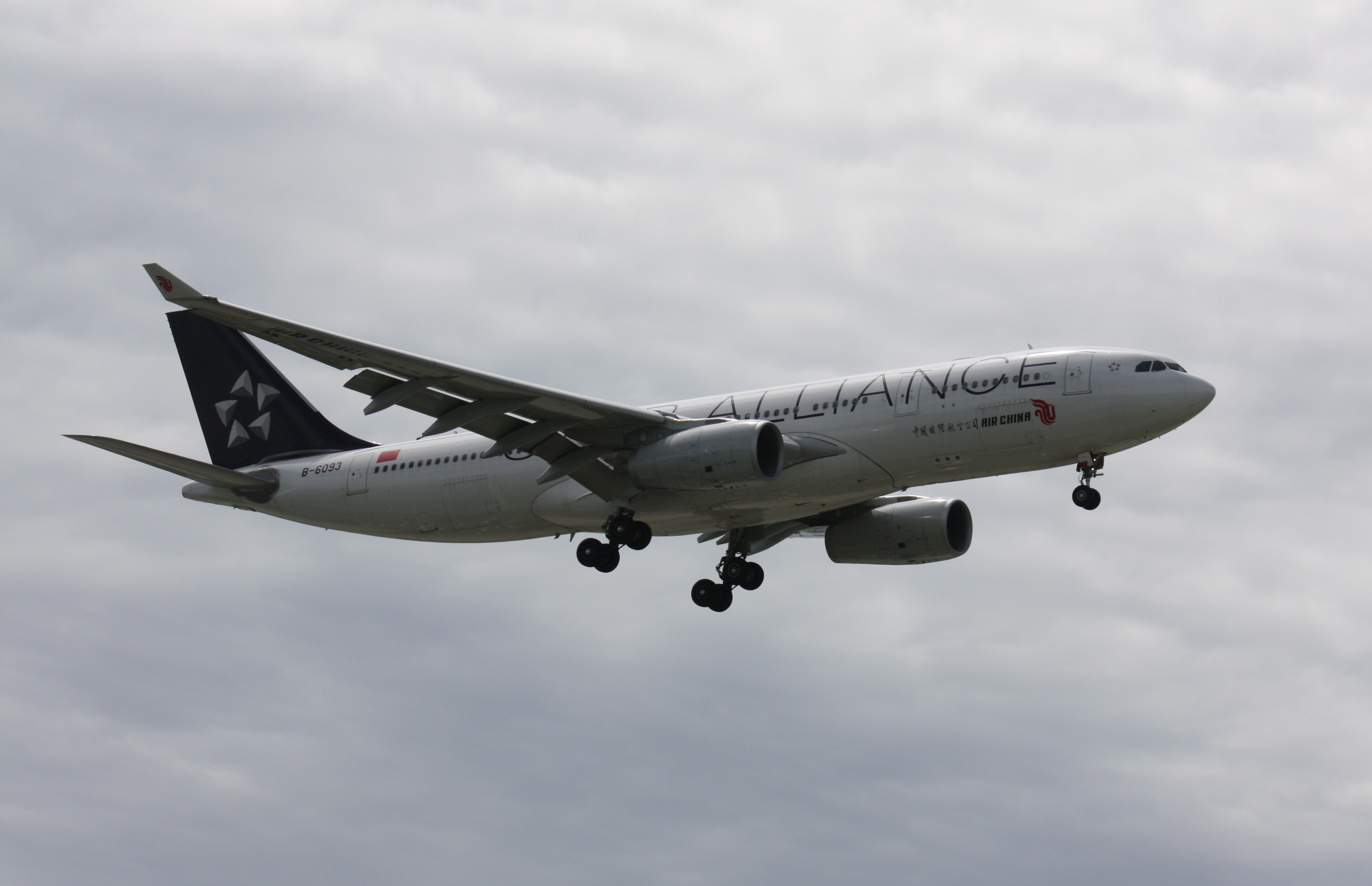
Airbus A330-200 Air China в ливрее Star Alliance приземляется в Ванкуверском международном аэропорту

Сеть маршрутов Air China охватывает Китай, Азию, Ближний Восток, Западную Европу, Северную и Южную Америку. Большая часть маршрутов идут из Пекина.
В настоящее время открыто значительное количество азиатских, австралийских и европейских маршрутов из Международного аэропорта Шанхай Пудун. Кроме того, планируются рейсы в Северную Америку (Сан-Франциско, куда уже Air China летает из Пекина, этот рейс дополнит рейс United Airlines, с которым есть кодшеринговое соглашение). Существует и ряд международных маршрутов из аэропортов Международный аэропорт Чэнду Шуанлю, Международный аэропорт Чунцин Цзянбэй, Международный аэропорт Далянь Чжоушуйцзы, Международный аэропорт Дубай, Международный аэропорт Ханчжоу-Сяошань, Международный аэропорт Куньмин Уцзяба, Международный аэропорт Мадрид Барахас, Международный аэропорт Наньнин Усюй и международный аэропорт Сямынь Гаоци.
На сегодняшний день Air China увеличивает международное присутствие, начиная эксплуатацию 13 новых маршрутов в 2008/09. Недавно на рейс Air China в Ванкувер был поставлен A330-200. После открытия нового маршрута Пекин-Дубай-Афины также планируется использование A330-200. Безостановочный рейс в Варшаву станет историческим, так как Air China станет первой иностранной авиакомпанией на этом маршруте, где сейчас работает только LOT, партнёр по Star Alliance.
10 декабря 2006 авиакомпания совершила первый рейс в Сан-Паулу (через Мадрид), который станет первым южноамериканским назначением авиакомпании. Ранее этот рейс совершался на Boeing 767-300, однако впоследствии он был заменён на A330-200. На сегодняшний день это самый длинный маршрут Air China.
На маршрутах в Австралию, Франкфурт, Мадрид и Сан-Паулу в настоящее время используемый A330-200 может быть заменён на Boeing 787. Boeing 787 также будут использоваться на рейсах в Торонто и Вашингтон после их открытия.

## Флот

### Пассажирские самолёты
В июле 2021 года воздушный пассажирский флот авиакомпании Air China составляли следующие самолёты:

### Ранее использовавшиеся самолёты
Пассажирский флот:
- Boeing 707 (1988—1996)
- Boeing 747SP (1988—1999)
- BAe 146 (1992—2003)
- Hawker Siddeley Trident (1988—1994)
- Ту-154Б (1988—1997)
- Xian Y-7 (1989—1996)

## Кодшеринговые соглашения

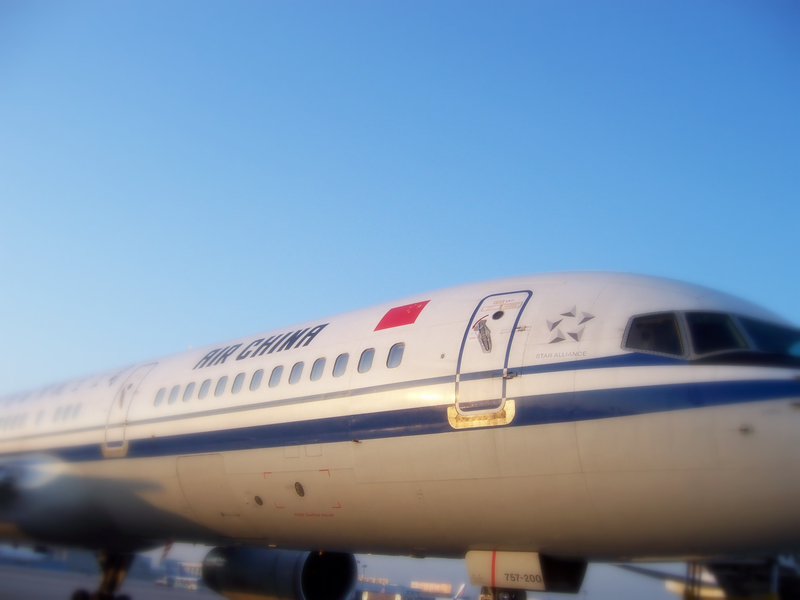
B757-200 Air China c логотипом Star Alliance в Международном аэропорту Пекин Столичный в декабре 2007, незадолго до официального принятия авиакомпании в альянс

Air China официально присоединилась к Star Alliance 12 декабря 2007. Этот шаг значительно расширил присутствие альянса в Китае.
В соответствии с инициативой альянса «Под Одной Крышей» все члены Star Alliance перевели свои операции в Терминал 3 Международного аэропорта Пекин Столичный, главного хаба Air China. Этот новый терминал разделён на три секции, секция T3C принимает все местные рейсы Air China и Shanghai Airlines, а секция T3E принимает все международные рейсы Star Alliance. Эти две секции соединены высокоскоростным поездом.
В начале 2021 года Air China имела код-шеринговые соглашения со следующими авиакомпаниями:

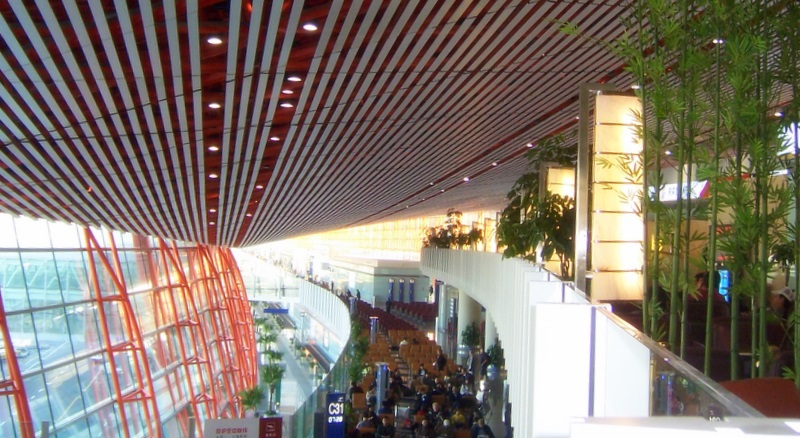
Зал Air China (за бамбуком) В Терминале 3 Международного аэропорта Пекин Столичный, главного хаба авиакомпании

- Air Canada
- Air Dolomiti
- Air India
- Air Macau
- Air New Zealand
- Air Serbia
- All Nippon Airways
- Asiana Airlines
- Austrian Airlines
- Avianca
- Cathay Pacific
- China Express Airlines
- El Al
- Ethiopian Airlines
- EVA Air
- Finnair
- Hawaiian Airlines
- Juneyao Airlines
- Kunming Airlines
- LATAM Brasil
- LATAM Chile
- LOT Polish Airlines
- Lufthansa
- Scandinavian Airlines
- Shandong Airlines
- Shenzhen Airlines
- Singapore Airlines
- South African Airways
- Swiss International Air Lines
- TAP Air Portugal
- Tibet Airlines
- Turkish Airlines
- Uni Air
- United Airlines
- Virgin Atlantic
- WestJet

## Инциденты и авиакатастрофы
- Катастрофа Boeing 767 в Пусане. 15 апреля 2002 года Boeing 767-200ER рейса 129 из Пекина в Пусан, Южная Корея, врезался в холм при попытке приземлиться в Gimhae International Airport в плохих погодных условиях, погибли 128 из 166 человек на борту.

### Информация о компании
- Company profile Reuters
- Company profile Google Finance
- Company profile Yahoo! Finance